# اورلین نگویامبا
اورلین نگویامبا (انگلیسی: Aurélien Nguiamba؛ زادهٔ ۱۸ ژانویهٔ ۱۹۹۹) بازیکن فوتبال اهل فرانسه است که برای باشگاه اسپتزیا بازی می‌کند.
وی همچنین در تیم‌های ملی فوتبال زیر ۱۷ سال فرانسه، زیر ۱۸ سال فرانسه و زیر ۱۹ سال فرانسه بازی کرده‌است.